# کروتنگسکی پیتسک
کروتنگسکی پیتسک (به لهستانی:  Krutyński Piecek) یک روستا در لهستان است که در گمینا پیتسکی واقع شده‌است.
 کروتنگسکی پیتسک  ۱۴۰ نفر جمعیت دارد.